# セルジオ・カナヴェーロ
セルジオ・カナヴェーロ（イタリア語: Sergio Canavero、1964年 - ）とは頭部移植手術を試みるイタリアの脳外科医である。

## 生い立ちと経歴
トリノにて育ち、トリノ大学医学部を卒業。22年間、トリノ大学病院にて脳外科医として働くが、「史上初のヒトの頭部移植手術をする」という彼の意志への反対の増加により同院を去る。トリノ先進神経調節団体(The Turin Advanced Neuromodulation Group)のトップであった。
1982年から頭部移植に対しての取り組みを始める。
2013年、“HEAVEN” (head anastomosis venture)と名付けられた頭部移植の手順を発表、中国のハルビン医科大学の整形外科医・任暁平と協力。頭部移植手術に患者として初めて志願したのは、脊髄性筋萎縮症を患うロシア人のワレリー・スピリドノフ。しかし、スピリドノフは申し入れを撤回したことで2018年に実施する計画は中止された。
2017年11月、カナヴェーロと任暁平は二体の脳死した遺体を用いて世界初の頭部移植を行ったと発表。

## 各界の反応
生命倫理学者アーサー・キャプランは、「頭部移植はフェイクニュースだ。そのような主張を宣伝している人や、証明されていない残酷な手術を受ける人のメリットはニュースの見出しになることではなく軽蔑と非難でしかない」とカナヴェーロの主張を却下。

## リンク
- カナヴェーロのウェブサイト